# Filipeni
Filipeni is een Roemeense gemeente in het district Bacău.
Filipeni telt 2326 inwoners.